# Roberto Mogranzini
Roberto Mogranzini (Carpi, 6 gennaio 1983) è uno scacchista e dirigente sportivo italiano, grande maestro e FIDE senior trainer.

## Biografia
All'attività di giocatore agonistico Mogranzini affianca l'attività di allenatore, organizzatore e dirigente in ambito scacchistico. Nel 2006 fonda l'Accademia Internazionale di Scacchi di Perugia e se ne occupa in qualità di amministratore fino al 2018. Nello stesso anno e fino al 2020 è membro della giunta regionale umbra del CONI, ricoprendo il ruolo di vice-presidente. 
Tra il 2010 e il 2011 è direttore del Torneo di Capodanno di Reggio Emilia. Dal 2011 è responsabile del Trofeo Scacchi Scuola, evento che continua a dirigere anche nel 2015, 2017, 2018 e 2019; mentre dal 2014 organizza il Campionato italiano giovanile, che ha diretto anche nel 2016, 2017, 2018, 2019, 2021 e 2022.
Dal 2014 al 2018 è membro della commissione FIDE Skills Management Committee. 
Nel 2018 fonda e amministra Unichess, società accademica e organizzatrice di eventi in ambito scacchistico. Nello stesso anno, in ottobre è stato nominato dalla FIDE International Organizer (IO).
Dal 2022 è membro della commissione Eventidella FIDE.

## Carriera
Impara a giocare a scacchi quando frequenta le scuole elementari con gli istruttori Paolo De Lauretis e Riccardo Bonucci. Si avvicina alla Società Scacchi "Augusta Perusia", dove conosce Ettore Bertolini (presidente della società) e Antonio Sanchirico (arbitro internazionale), durante la sua crescita professionale si è potuto avvalere della consulenza di giocatori della forza di Sergio Mariotti, Gyula Sax, Csaba Horváth, Igor Naumkin e i fratelli Athanasios e Dimitrios Mastrovasilis.
Vince tutte le edizioni del campionato regionale e provinciale under 16 dal 1993 al 1999, anno in cui diventa campione italiano under 16. Dal 1998 al 2001 vince diversi tornei nel centro Italia e nel 2002 ottiene il titolo di Maestro. A partire dal 2003 inizia a dedicarsi anche all'attività didattica e apre a Perugia l'"Accademia Internazionale di Scacchi".
Nel 2005, divenuto maestro FIDE, viene chiamato nella nazionale italiana al campionato europeo a squadre di Göteborg. Conquista le norme di maestro internazionale a Cannes e nelle Canarie e viene convocato in terza squadra alle Olimpiadi di Torino del 2006. Nel 2008 vince con Chieti il Campionato Italiano a squadre.
Nell'ottobre 2011 ottiene la prima norma di grande maestro a Lubbock, negli Stati Uniti d'America, grazie al secondo posto ottenuto nel gruppo B della Spice Cup.
Nel maggio 2012 ottiene la seconda norma ottenuta a Gallipoli durante la prima edizione del Torneo Internazionale del Salento, la terza norma la ottiene con il superamento della quota 2500 punti Elo, quando ottiente il titolo di grande maestro nel dicembre dello stesso anno sempre con un secondo posto, a Padova durante il Festival scacchistico internazionale di Padova.
Il titolo è stato ufficializzato dalla FIDE in maggio 2013 a Baku in Azerbaigian..
Nel 2014, nel 2015, nel 2017 e nel 2018 vince il Campionato italiano di scacchi a squadre con la squadra padovana dell'Obiettivo Risarcimento.
Nell'aprile 2018 ottiene la medaglia di bronzo nel Campionato italiano semilampo, superato solo per spareggio tecnico da Danyyil Dvirnyy e Sabino Brunello.
Nella lista FIDE di giugno 2016 ha raggiunto il suo record personale con un punteggio Elo di 2514 punti.

## Opere
Nel 2021 cura il libro Scacchi e Management edito dal Sole24Ore. 